# Treo Comp
Treo Comp är ett analgetikum, som används vid olika smärttillstånd. Aktiva substanser är acetylsalicylsyra, kodein och koffein. Det är en receptbelagd variant av Treo.
Vid långvarigt bruk och vid stora doser är Treo Comp ett beroendeframkallande medel.
Samtidigt intag av alkohol bör undvikas.